# Enrico Santià
Enrico Santià (né le 6 novembre 1918 à Santhià au Piémont et mort le 18 janvier 1996 à Verceil) est un joueur de football italien jouant au poste de milieu de terrain.

## Biographie
Au cours de sa carrière de club, Santià a évolué avec les équipes italiennes du GUF Torino, de la Juventus (avec qui il dispute son premier match en bianconero le 13 février 1938 lors d'un match nul 1-1 contre Naples en Serie A), du Novare Calcio, du Torino et du Calcio Padova.

## Palmarès
Juventus
- Coupe d'Italie (1) :
  - Vainqueur : 1937-38.
- Championnat d'Italie :
  - Vice-champion : 1937-38.